# Paratungstate d'ammonium
Le paratungstate d'ammonium est un composé chimique de formule (NH4)10[H2W12O42]·4H2O. Il s'agit d'un solide cristallisé blanc inodore, non combustible, soluble dans l'eau.
On l'obtient au cours de la séparation du tungstène à partir de ses minerais ou de déchets de tungstène recyclé. Une fois ce composé obtenu, il est chauffé jusqu'à sa température de décomposition, aux environs de 600 °C, ce qui libère du trioxyde de tungstène WO3. Ce dernier est à son tour chauffé dans une atmosphère d'hydrogène pour être réduit en tungstène métallique.